# Judy Jiao
Judy Jiao (ur. 17 lutego 1992 w Winnipeg, w prowincji Manitoba) – kanadyjska aktorka i modelka. Znana przede wszystkim z roli Lei Chang w serialu Degrassi: Nowe pokolenie.

## Kariera
Zaczęła zajmować się pracą modelki w wieku trzynastu lat, kiedy łowca modelek zauważył ją w centrum handlowym. Podczas pobytu na zjeździe modelek MAG CANADA, została dostrzeżona przez agenta, który zachęcił ją do zapisania się na zajęcia z Deanem Armstrongiem. Po ukończeniu tych zajęć, przez następne dwa lata brała udział w przesłuchaniach do różnych ról. W końcu otrzymała swoją pierwszą rolę - Lei Chang w Degrassi: Nowe pokolenie.

## Życie prywatne
Judy jest córką Jacka Jiao i Jean Zu. Ma młodszego brata imieniem Kirk. Mieszka razem z nim i rodzicami w Toronto.
Płynnie mówi po angielsku, francusku i mandaryńsku. W wolnym czasie gra na pianinie.

## Filmografia
- 2008 – obecnie: Degrassi: Nowe pokolenie jako Leia Chang